# Жардим Ботанико
Жардим Ботанико (порт. Jardim Botânico, значи: ботаничка башта) је четврт у јужној зони Рио де Жанеира. Источно од ове четврти се налази лагуна Родриго де Фрејтас, јужно Леблон, југозападно Гавеа и сјевероисточно Humaitá. На западној страни четврти се налазе брда, а међу њима и Корковаду. 
Четврт насељава углавно средња и висока средња класа становништва Рија, прилично је удаљен од свих фавела у Рију, па је због тога на цијени. Главна улица у четврти је улица Жардим Ботанико.
Четврт има разноврсну архитектуру. Старе грађевине су и даље у добром стању и не замјењују се новим, а појављују се и нове грађевине са модерном архитектуром, тако да четврт има дух модерног заједно са традиционалним. На западним падинама се налазе неке од најљепших породичних резиденција у Рију.

## Географија
Најуочљивији у овој четврти су парк Lage и ботаничка башта, који дају печат зеленила у читавој четврти. Четврт је добила име по ботаничкој башти Рио де Жанеира, која је настала 1808. године, као и већина других објеката, када се племство, заједно са краљем Жоаом VI од Португала, преселило из Португала у Бразил. У продужетку ботаничке баште, налази се парк Lage на површини од 52 хектара, у којем се налази стара резиденција породице Lage. Осим зеленила ове двије велике површине, околна брда пружају додатно зеленило. Заједно са вегетацијом, близина лагуне Родриго де Фрејтас чини да температура у овој четврти је доста угоднија од остатка града.

## Друштво и спорт
У овој четврти се налазе многа друштва и клубови:
- сједиште Бразилског клуба џокеја
- сједиште фудбалског клуба Ботафого
- сједиште фудбалског клуба Васко да Гама
- друштво Хипика Бразила
- сједиште војног спортског друштва
- сједиште морнаричког спортског друштв

## Економија и индустрија
У овој четврти, тачније у главној улици Жардим Ботанико, се налази и сједиште највеће бразилске ТВ куће Реде Глобу.